# Води слонам
«Води слонам!» (англ. «Water for Elephants») — кінофільм режисера Френсіса Лоуренса по однойменному бестселеру Сари Ґруен.

## Сюжет
Здібного молодого ветеринара Джейкоба Дженковскі повідомляють у день проведення підсумкового університетського іспиту про загибель його батьків в автокатастрофі. Залишившись сам та так і не отримавши диплома лікаря, він залишає рідне місто в пошуках роботи. Після кількох днів він опиняється в поїзді, що належить цирку братів Бензині, яким завідує Август — харизматичний, проте жорстокий і безпринципний чоловік.
Описуються роки Великої депресії, коли цирки не користувались популярністю публіки: через нестачу коштів тварин годують стервом, працівникам затримують зарплату, а «зайвих» просто викидають з поїзда.
Август, якому в цирку потрібен ветеринар, наймає Джейкоба на роботу. На одній з вистав Джейкоб знайомиться з прекрасною дресувальницею Марленою, дружиною Августа — і згодом закохується в неї. 
Якось у цирку гине кінь, що виступав у ключовому номері програми, — і Август вирішує замінити його слонихою. Хоч тварина швидко звикає до Марлени й Джейкоба, вона не піддається дресуванню, що й викликає гнів господаря цирку, який одного разу в приступі гніву побив її мало не на смерть. Намагаючись вилікувати слониху, Джейкоб розуміє, що тварина знає команди польською мовою, рідною для ветеринара, унаслідок чого вона швидко засвоює нові трюки. Оскільки номер за участю слонихи викликає великий інтерес у глядачів по всіх містах, цирк заробляє величезні гроші. Проте навіть приголомшливий успіх не пом'якшує характер Августа, який почав підозрювати дружину у зраді. 
З властивою йому жорстокістю він вирішує звільнитися від Джейкоба, скинувши вночі з поїзда. Дізнавшись про це, юнак вирішує втекти та кличе Марлену з собою. Дівчина погоджується, вони тікають, але підручні Августа перехоплюють їх — і повертають дресувальницю в цирк. Та на наступній виставі відбувається трагедія: колишні працівники цирку, яких минулої ночі було скинуто з потяга, випускають із кліток диких звірів. Глядачі в жаху розбігаються, а Август, побачивши Джейкоба й Марлену разом, у люті намагається задушити дружину. У цей момент слониха, відчувши небезпеку, гострим кінцем ланцюга вбиває Августа.
Залишившись без керівника, цирк стає банкрутом. Марлена і Джейкоб переходять на роботу в інший цирк, одружуються, купують будинок з землею для коней і слонихи, яку вони взяли з собою.
Оповідь ведеться від імені старого Джейкоба Дженковскі, що розповідає свою історію працівникові цирку. Він вже живе в будинку для літніх людей. Марлена померла; його відвідують п'ятеро дітей від Марлени. Розповівши свою історію, Джейкоб просить взяти його в цирк касиром. Джейкоб говорить, що «повернувся додому».

## У ролях
- Роберт Паттінсон — Якоб Дженковскі
- Різ Візерспун — Марлена Розенблютом
- Крістоф Вальц — Август Розенблютом
- Гел Голбрук — Якоб Дженковскі в старості
- Пол Шнайдер — Чарлі О'Брайен
- Кен Форі — Ерл
- Сем Андерсон — містер Гайд
- Тім Ґіні[en] — Діамантовий Джо
- Марк Повінеллі[en] — Кінко / Волтер
- Скотт Макдональд[en] — Блекі
- Джим Нортон[en] — Кемел
- Річард Брейк[en] — Греді
- Джеймс Фрейн — доглядач за слонихою Розі

Також епізодичну роль гімнастки зіграла Дрея Вебер.

## Цікаві факти
- У фільмі «Ярмарок марнославства» (2004) Роберт Паттінсон виконав роль сина героїні Різ Візерспун, однак сцени з його участю були вирізані при монтажі. [5]